# コナミコンピュータエンタテインメントジャパン
コナミコンピュータエンタテインメントジャパン（Konami Computer Entertainment Japan, Inc.、略称：コナミJPN または KCEジャパン）は、かつて存在したコナミグループのコンシューマーゲーム開発会社。
小島プロダクションの前身。

## 沿革
- 1996年（平成8年）4月1日 - 小島秀夫らの所属していた旧コナミコンピュータエンタテインメント大阪開発第5部が独立する形で、株式会社コナミコンピュータエンタテイメントジャパン（KCEジャパン）を恵比寿ガーデンプレイスタワー内に設立。
- 1998年（平成10年） - 株式会社コナミコンピュータゲームズ青山（コナミコンピューターゲームズあおやま、KCG青山）を存続会社としてKCEジャパンを吸収合併、株式会社コナミコンピュータエンタテイメントジャパンに商号を変更。
- 1999年（平成11年） - 株式会社コナミコンピュータエンタテイメント新宿（コナミコンピュータエンタテインメントしんじゅく、KCE新宿、KCE Shinjuku）の営業の全てを譲受。以後、旧KCE新宿を「KCEJ EAST」（ケイシーイージェイ イースト）、旧KCEジャパン（恵比寿）を「KCEJ WEST」（ケイシーイージェイ ウェスト）と称し、2事業部体制となる。また、商号を株式会社コナミコンピュータエンタテインメントジャパンに変更。
- 2000年（平成12年） - 株式の額面金額変更のため、株式会社ジャパンビジネスコンサルタントを存続会社としてKCEジャパンを吸収合併、株式会社コナミコンピュータエンタテインメントジャパンに商号を変更。その後、株式会社ケイシーイージャパンに商号を変更。
- 2001年（平成13年） - 株式会社コナミコンピュータエンタテインメントジャパンに再度商号変更。この頃、略称も「KCEジャパン」から「コナミJPN」に変更。
- 2002年（平成14年）2月6日 - JASDAQ市場に上場。
- 2003年（平成15年） - 新宿・恵比寿の両事業所を統合、本社を六本木ヒルズ森タワーに移転。
- 2005年（平成17年）4月1日 - ゲーム事業の開発力強化のため、他3社とともにコナミ株式会社に吸収合併され解散。

## 代表作品

### KCEJ WEST（KCEジャパン）
- メタルギアソリッドシリーズ
- ZONE OF THE ENDERSシリーズ
- ボクらの太陽シリーズ
- 家庭用beatmania・beatmania IIDXシリーズ（7th以降はKCEスタジオが開発）
- ときめきメモリアルドラマシリーズ
- コナミGBコレクション
- 実況パワフルプロ野球（1998年に発売された、同シリーズのWindows版二作目。一作目は後述参照）

### KCEJ EAST（KCE新宿）
- 遊☆戯☆王デュエルモンスターズシリーズ
- みつめてナイトR 大冒険編
- Dance!Dance!Dance!
- 各種アニメタイアップゲーム

### KCG青山
- 各種Windows向けゲームソフト
  - ときめきメモリアル
  - ときめきメモリアル対戦ぱずるだま
  - 幻想水滸伝
  - グラディウス DELUXE PACK
  - 実況パワフルプロ野球'96（実況パワフルプロ野球シリーズのWindows版一作目。発売は1997年1月）
  - NBAパワーダンカーズ
- 青山ラブストーリーズ（発売中止）

### KCE六本木
- とべ!ポリスターズ
- 対戦とっかえだま